# 汪自力
汪自力（1968年6月14日—），安徽亳州人，中国国际象棋棋手。1995年获国际象棋特级大师称号，是中国第5位特级大师。

## 生平
汪自力于1988年、1999年两度获得全国国际象棋锦标赛冠军。1988年夺冠时年仅20岁，打破了当时获得男子全国冠军最年轻的年龄纪录。1988年至1996年间，他曾先后五次代表中国队出战国际象棋奥林匹克。1998年退役离开国家队，前往海南从事国际象棋教学工作。